# Кочинита пибиль
Кочинита пибиль (исп. Cochinita pibil, также puerco pibil или cochinita con achiote) — традиционное блюдо майя на полуострове Юкатан, распространённое в мексиканской кухне, приготовленное на медленном огне из свинины . Приготовление традиционной кочиниты включает в себя маринование мяса в очень кислом цитрусовом соке, добавление семян аннато, придающих яркий ярко-оранжевый цвет, и запекание мяса в пибе (пиибе) (типичная земляная печь на полуострове Юкатан в Мексике), завернутого в банановый лист.
Блюдо рассматривается как симбиоз юкатанских кулинарных традиций (приготовление в земляной печи) и испанских продуктов. Европейцы привезли в Америку свиней и апельсины, а майя добавили в блюдо семена аннато или ачиоте .

## Рецепт

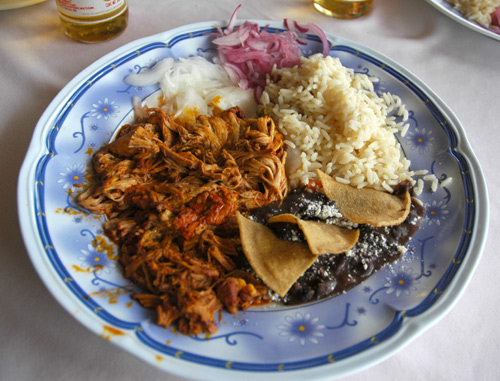
Кочинита

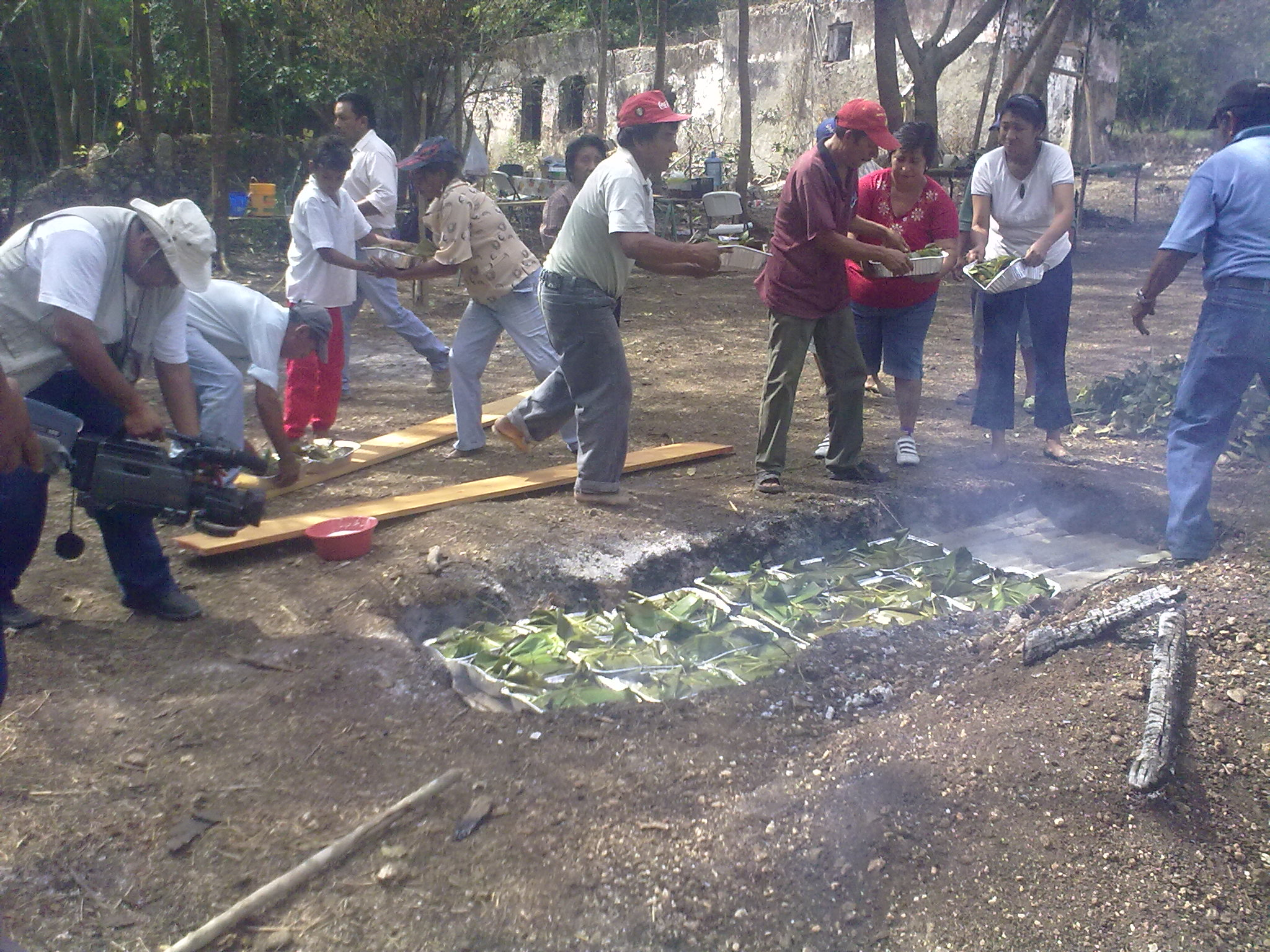
Земляная юкатанская печь пииб

Cochinita означает «поросенок», а pibi «печь», поэтому настоящая cochinita pibil предполагает запекание целого поросенка в печи-яме. Традиционно кочиниту пибиль готовят в яме с углями, чтобы зажарить свинину. В качестве современной альтернативы часто используется обычная печь или духовка, и свиная лопатка или свиная корейка. Высокое содержание кислоты в маринаде и медленное время приготовления делают мясо мягче, что позволяет использовать твердые куски мяса. В традиционных юкатанских рецептах для маринования всегда используется сок севильского апельсина или горьких апельсинов. В регионах, где горькие апельсины не распространены, используют сок сладких апельсинов в сочетании с лимонами, лаймами или уксусом, чтобы добиться эффекта горького апельсина для мяса . Еще одним важным ингредиентом всех рецептов пибиль является ачиоте (аннато), который придаёт блюду характерный цвет и добавляет вкус. Блюдо обычно едят с гарнирами, такими как: желтые кукурузные лепешки, красный маринованный лук, пережаренная черная фасоль и перец чили хабанеро. А также используют как начинку для сэндвичей и тортас.

## В популярной культуре
Кочинита пибиль часто встречается в фильме «Однажды в Мексике» режиссера Роберта Родригеса, в котором это любимая еда агента ЦРУ, которого играет Джонни Депп.